# Пропальтициды
Пропальтициды (лат. Propalticidae) — семейство насекомых из отряда жесткокрылых, насчитывающее около 40 видов.

## Распространение
Эти жуки распространены в Азии, Африки, Австралии и Океании.

## Описание
Переднегрудь увеличена, передняя пара ног используется для прыгания.

## Биология
Живут на коре мертвых деревьев, предположительно питаются гифами и спорами грибов. 

## Систематика
- Семейство: Propalticidae
  - Род: Discogenia Kolbe, 1897
    - Вид: Discogenia bilineata John, 1942
    - Вид: Discogenia burgeoni John, 1942
    - Вид: Discogenia decemarticulata John, 1960
    - Вид: Discogenia disciformis Kolbe, 1897
    - Вид: Discogenia disposita John, 1940
    - Вид: Discogenia donisi John, 1956
    - Вид: Discogenia gounellei Grouvelle, 1896
    - Вид: Discogenia hargreavesi John, 1960
    - Вид: Discogenia latipenis John, 1942
    - Вид: Discogenia pulchripicta John, 1942
    - Вид: Discogenia rufipes Kolbe, 1897
    - Вид: Discogenia schouiedeni John, 1942
    - Вид: Discogenia trilineata John, 1940

  - Род: Propalticus Sharp, 1879
    - Вид: Propalticus bryanti John, 1960
    - Вид: Propalticus crassipes John, 1960
    - Вид: Propalticus cuneiformis John, 1960
    - Вид: Propalticus decoomani John, 1960
    - Вид: Propalticus discogenioides John, 1960
    - Вид: Propalticus doddi John, 1960
    - Вид: Propalticus dybasi John, 1960
    - Вид: Propalticus indicus Sen Gupta, 1978
    - Вид: Propalticus insularis John, 1960
    - Вид: Propalticus jansoni Sharp, 1882
    - Вид: Propalticus japonicus Nakane, 1966
    - Вид: Propalticus kiuchii Sasaji, 1971
    - Вид: Propalticus madagascariensis John, 1960
    - Вид: Propalticus morimotoi Kamiya, 1964
    - Вид: Propalticus oculatus Horn, 1879
    - Вид: Propalticus ryukyuensis Kamiya, 1964
    - Вид: Propalticus saipanensis John, 1960
    - Вид: Propalticus santhomeae John, 1960
    - Вид: Propalticus sarawakensis John, 1960
    - Вид: Propalticus scriptitatus John, 1960
    - Вид: Propalticus sierraleonis John, 1960
    - Вид: Propalticus simplex Crowson & Sen Gupta, 1969
    - Вид: Propalticus striatus John, 1960
    - Вид: Propalticus tonkinensis John, 1960
    - Вид: Propalticus ulimanganus John, 1960
    - Вид: Propalticus wainganus John, 1969